# Mihály Pataki
Mihály Pataki (Budapest, 7 dicembre 1893 – Budapest, 28 novembre 1977) è stato un calciatore ungherese, di ruolo attaccante.

## Carriera
Prese parte con la Nazionale ungherese alle Olimpiadi del 1912.

## Palmarès

### Club
- Campionato ungherese: 5

Ferencvaros: 1910-1911, 1911-1912, 1912-1913, 1925-1926, 1926-1927
- Coppa d'Ungheria: 3

Ferencvaros: 1912-1913, 1921-1922, 1926-1927